# Eudelus scabriculus
Eudelus scabriculus là một loài tò vò trong họ Ichneumonidae.